# 사나 달라와 앙 푸소
《사나 달라와 앙 푸소》(타갈로그어: Sana Dalawa ang Puso)는 2018년 방영된 필리핀의 드라마이다.